# Ragnar Klavan
Ragnar Klavan (Viljandi, 30 ottobre 1985) è un ex calciatore estone, di ruolo difensore.

## Biografia
Anche suo padre Dzintar è stato un calciatore.

## Caratteristiche tecniche
Di ruolo difensore centrale, è forte fisicamente, abile nel gioco aereo e nei lanci lunghi. Di piede mancino, può giocare anche da terzino sinistro.

## Carriera

### Club
Dopo aver giocato in Estonia, Norvegia, Paesi Bassi e Germania, il 20 luglio 2016 viene acquistato a titolo definitivo per 5 milioni di euro dal Liverpool, firmando un contratto triennale con scadenza il 30 giugno 2019.
Il 17 agosto 2018 firma un contratto biennale con il Cagliari Calcio, diventando il primo giocatore estone a giocare nel campionato di serie A. Debutta con i sardi il 26 agosto, in occasione della partita interna col Sassuolo, pareggiata per 2-2. Nel corso della sua prima stagione in Sardegna gioca solo 15 partite a causa dei vari infortuni.
L'anno successivo invece ha continuità venendo schierato come titolare nella maggior parte delle 31 partite da lui giocate, mentre nella stagione 2020-2021 rimane chiuso dall'arrivo di Diego Godín e dall'esplosione di Andrea Carboni. Il 30 giugno 2021 termina il suo contratto, che non viene rinnovato e quindi lascia i rossoblù dopo 64 presenze totali tra campionato e coppe.
L'indomani del suo addio dal club sardo torna in patria firmando per il Paide.

### Nazionale
Il 3 luglio del 2003 ha esordito nella nazionale estone, di cui è diventato capitano a tutti gli effetti nel febbraio 2012. Il 31 maggio 2006 ha segnato la sua prima rete in nazionale, nella gara amichevole terminata per 1-1 contro la Nuova Zelanda, mentre il 27 marzo 2015 ha raggiunto quota 100 presenze nella sconfitta esterna per 3-0 con la Svizzera. È tra i quattro giocatori con più presenze nella nazionale del paese baltico.

## Statistiche

### Presenze e reti nei club
Statistiche aggiornate al 22 maggio 2021.
| Stagione                | Squadra                 | Campionato              | Campionato | Campionato | Coppe nazionali | Coppe nazionali | Coppe nazionali | Coppe continentali | Coppe continentali | Coppe continentali | Altre coppe | Altre coppe | Altre coppe | Totale | Totale |
| Stagione                | Squadra                 | Comp                    | Pres       | Reti       | Comp            | Pres            | Reti            | Comp               | Pres               | Reti               | Comp        | Pres        | Reti        | Pres   | Reti   |
| ----------------------- | ----------------------- | ----------------------- | ---------- | ---------- | --------------- | --------------- | --------------- | ------------------ | ------------------ | ------------------ | ----------- | ----------- | ----------- | ------ | ------ |
| 2001                    | Elva                    | EL                      | 25         | 5          | CE              | 2               | 0               | -                  | -                  | -                  | -           | -           | -           | 27     | 5      |
| 2002                    | Elva                    | EL                      | 6          | 6          | CE              | 0               | 0               | -                  | -                  | -                  | -           | -           | -           | 6      | 6      |
| Totale Elva             | Totale Elva             | Totale Elva             | 31         | 11         |                 | 2               | 0               |                    | -                  | -                  |             | -           | -           | 33     | 11     |
| 2002                    | Tulevik Viljandi        | ML                      | 18         | 0          | CE              | 0               | 0               | -                  | -                  | -                  | -           | -           | -           | 18     | 0      |
| gen.-lug. 2003          | Tulevik Viljandi        | ML                      | 10         | 2          | CE              | 0               | 0               | -                  | -                  | -                  | -           | -           | -           | 10     | 2      |
| Totale Tulevik Viljandi | Totale Tulevik Viljandi | Totale Tulevik Viljandi | 28         | 2          |                 | 0               | 0               |                    | -                  | -                  |             | -           | -           | 28     | 2      |
| lug.-dic. 2003          | Flora Tallinn           | ML                      | 12         | 1          | CE              | 0               | 0               | UCL                | 2                  | 0                  | -           | -           | -           | 14     | 1      |
| gen.-ago. 2004          | Flora Tallinn           | ML                      | 16         | 1          | CE              | 0               | 0               | UCL                | 1                  | 0                  | -           | -           | -           | 17     | 1      |
| Totale Flora Tallinn    | Totale Flora Tallinn    | Totale Flora Tallinn    | 28         | 2          |                 | 0               | 0               |                    | 3                  | 0                  |             | -           | -           | 31     | 2      |
| ago.-dic. 2004          | Vålerenga               | ES                      | 2          | 0          | CN              | 0               | 0               | -                  | -                  | -                  | -           | -           | -           | 2      | 0      |
| gen.-giu. 2005          | Vålerenga               | ES                      | 0          | 0          | CN              | 0               | 0               | -                  | -                  | -                  | -           | -           | -           | 0      | 0      |
| Totale Vålerenga        | Totale Vålerenga        | Totale Vålerenga        | 2          | 0          |                 | 0               | 0               |                    | -                  | -                  |             | -           | -           | 2      | 0      |
| 2005-2006               | Heracles Almelo         | ED                      | 15+2       | 0+0        | CO              | 1               | 0               | -                  | -                  | -                  | -           | -           | -           | 18     | 0      |
| 2006-2007               | Heracles Almelo         | ED                      | 32         | 1          | CO              | 1               | 0               | -                  | -                  | -                  | -           | -           | -           | 33     | 1      |
| 2007-2008               | Heracles Almelo         | ED                      | 29         | 2          | CO              | 4               | 1               | -                  | -                  | -                  | -           | -           | -           | 33     | 3      |
| 2008-gen. 2009          | Heracles Almelo         | ED                      | 19         | 1          | CO              | 1               | 0               | -                  | -                  | -                  | -           | -           | -           | 20     | 1      |
| Totale Heracles Almelo  | Totale Heracles Almelo  | Totale Heracles Almelo  | 95+2       | 4+0        |                 | 7               | 1               |                    | -                  | -                  |             | -           | -           | 104    | 5      |
| gen.-giu. 2009          | AZ Alkmaar              | ED                      | 12         | 0          | CO              | 1               | 0               | -                  | -                  | -                  | -           | -           | -           | 13     | 0      |
| 2009-2010               | AZ Alkmaar              | ED                      | 11         | 0          | CO              | 1               | 0               | UCL                | 1                  | 0                  | SO          | 0           | 0           | 13     | 0      |
| 2010-2011               | AZ Alkmaar              | ED                      | 28         | 0          | CO              | 3               | 1               | UEL                | 8                  | 1                  | -           | -           | -           | 39     | 2      |
| 2011-2012               | AZ Alkmaar              | ED                      | 27         | 0          | CO              | 4               | 1               | UEL                | 8                  | 0                  | -           | -           | -           | 39     | 1      |
| Totale AZ Alkmaar       | Totale AZ Alkmaar       | Totale AZ Alkmaar       | 78         | 0          |                 | 9               | 2               |                    | 17                 | 1                  |             | 0           | 0           | 104    | 3      |
| 2012-2013               | Augusta                 | BL                      | 30         | 0          | CG              | 2               | 0               | -                  | -                  | -                  | -           | -           | -           | 32     | 0      |
| 2013-2014               | Augusta                 | BL                      | 30         | 2          | CG              | 3               | 0               | -                  | -                  | -                  | -           | -           | -           | 33     | 2      |
| 2014-2015               | Augusta                 | BL                      | 34         | 2          | CG              | 1               | 0               | -                  | -                  | -                  | -           | -           | -           | 35     | 2      |
| 2015-2016               | Augusta                 | BL                      | 31         | 0          | CG              | 3               | 0               | UEL                | 6                  | 0                  | -           | -           | -           | 40     | 0      |
| Totale Augusta          | Totale Augusta          | Totale Augusta          | 125        | 4          |                 | 9               | 0               |                    | 6                  | 0                  |             | -           | -           | 140    | 4      |
| 2016-2017               | Liverpool               | PL                      | 20         | 0          | FACup+CdL       | 1+4             | 0+1             | -                  | -                  | -                  | -           | -           | -           | 25     | 1      |
| 2017-2018               | Liverpool               | PL                      | 19         | 1          | FACup+CdL       | 0+1             | 0               | UCL                | 8                  | 0                  | -           | -           | -           | 28     | 1      |
| Totale Liverpool        | Totale Liverpool        | Totale Liverpool        | 39         | 1          |                 | 6               | 1               |                    | 8                  | 0                  |             | -           | -           | 53     | 2      |
| 2018-2019               | Cagliari                | A                       | 15         | 0          | CI              | 0               | 0               | -                  | -                  | -                  | -           | -           | -           | 15     | 0      |
| 2019-2020               | Cagliari                | A                       | 31         | 0          | CI              | 2               | 0               | -                  | -                  | -                  | -           | -           | -           | 33     | 0      |
| 2020-2021               | Cagliari                | A                       | 15         | 0          | CI              | 1               | 0               | -                  | -                  | -                  | -           | -           | -           | 16     | 0      |
| Totale Cagliari         | Totale Cagliari         | Totale Cagliari         | 61         | 0          |                 | 3               | 0               |                    | -                  | -                  |             | -           | -           | 64     | 0      |
| 2021                    | Paide                   | ML                      | 10         | 2          | CE              | 4               | 0               | UECL               | 1                  | 0                  | ES          | -           | -           | 15     | 2      |
| 2022                    | Paide                   | ML                      | 11         | 1          | CE              | 0               | 0               | UECL               | 6                  | 0                  | -           | -           | -           | 17     | 1      |
| Totale Paide            | Totale Paide            | Totale Paide            | 21         | 3          |                 | 4               | 0               |                    | 7                  | 0                  |             | -           | -           | 32     | 3      |
| Totale carriera         | Totale carriera         | Totale carriera         | 493        | 27         |                 | 40              | 4               |                    | 41                 | 1                  |             | 0           | 0           | 574    | 32     |

### Cronologia presenze e reti in nazionale
| Cronologia completa delle presenze e delle reti in nazionale ― Estonia | Cronologia completa delle presenze e delle reti in nazionale ― Estonia | Cronologia completa delle presenze e delle reti in nazionale ― Estonia | Cronologia completa delle presenze e delle reti in nazionale ― Estonia | Cronologia completa delle presenze e delle reti in nazionale ― Estonia | Cronologia completa delle presenze e delle reti in nazionale ― Estonia | Cronologia completa delle presenze e delle reti in nazionale ― Estonia | Cronologia completa delle presenze e delle reti in nazionale ― Estonia |
| Data                                                                   | Città                                                                  | In casa                                                                | Risultato                                                              | Ospiti                                                                 | Competizione                                                           | Reti                                                                   | Note                                                                   |
| ---------------------------------------------------------------------- | ---------------------------------------------------------------------- | ---------------------------------------------------------------------- | ---------------------------------------------------------------------- | ---------------------------------------------------------------------- | ---------------------------------------------------------------------- | ---------------------------------------------------------------------- | ---------------------------------------------------------------------- |
| 3-7-2003                                                               | Valga                                                                  | Lituania                                                               | 5 – 1                                                                  | Estonia                                                                | Coppa del Baltico 2003                                                 | -                                                                      |                                                                        |
| 6-9-2003                                                               | Sofia                                                                  | Bulgaria                                                               | 2 – 0                                                                  | Estonia                                                                | Qual. Euro 2004                                                        | -                                                                      | 78’                                                                    |
| 11-10-2003                                                             | Liegi                                                                  | Belgio                                                                 | 2 – 0                                                                  | Estonia                                                                | Qual. Euro 2004                                                        | -                                                                      | 64’                                                                    |
| 15-11-2003                                                             | Tirana                                                                 | Albania                                                                | 1 – 0                                                                  | Estonia                                                                | Amichevole                                                             | -                                                                      | 70’                                                                    |
| 19-11-2003                                                             | Budapest                                                               | Ungheria                                                               | 0 – 1                                                                  | Estonia                                                                | Amichevole                                                             | -                                                                      |                                                                        |
| 4-12-2003                                                              | Dublino                                                                | Irlanda                                                                | 1 – 1                                                                  | Estonia                                                                | Amichevole                                                             | -                                                                      |                                                                        |
| 16-2-2004                                                              | Mdina                                                                  | Malta                                                                  | 5 – 2                                                                  | Estonia                                                                | Amichevole                                                             | -                                                                      | 60’                                                                    |
| 18-2-2004                                                              | Tallinn                                                                | Estonia                                                                | 1 – 0                                                                  | Moldavia                                                               | Amichevole                                                             | -                                                                      |                                                                        |
| 31-3-2004                                                              | Tallinn                                                                | Estonia                                                                | 0 – 1                                                                  | Irlanda del Nord                                                       | Amichevole                                                             | -                                                                      |                                                                        |
| 28-4-2004                                                              | Tallinn                                                                | Estonia                                                                | 1 – 1                                                                  | Albania                                                                | Amichevole                                                             | -                                                                      |                                                                        |
| 27-5-2004                                                              | Tallinn                                                                | Estonia                                                                | 0 – 1                                                                  | Scozia                                                                 | Amichevole                                                             | -                                                                      |                                                                        |
| 30-5-2004                                                              | Tallinn                                                                | Estonia                                                                | 2 – 2                                                                  | Danimarca                                                              | Amichevole                                                             | -                                                                      |                                                                        |
| 6-6-2004                                                               | Brno                                                                   | Rep. Ceca                                                              | 2 – 0                                                                  | Estonia                                                                | Amichevole                                                             | -                                                                      | 74’                                                                    |
| 11-6-2004                                                              | Tallinn                                                                | Estonia                                                                | 2 – 4                                                                  | Macedonia                                                              | Amichevole                                                             | -                                                                      |                                                                        |
| 4-9-2004                                                               | Tallinn                                                                | Estonia                                                                | 4 – 0                                                                  | Lussemburgo                                                            | Qual. Mondiali 2006                                                    | -                                                                      | 64’                                                                    |
| 8-9-2004                                                               | Leiria                                                                 | Portogallo                                                             | 4 – 0                                                                  | Estonia                                                                | Qual. Mondiali 2006                                                    | -                                                                      | 46’                                                                    |
| 17-11-2004                                                             | Krasnodar                                                              | Russia                                                                 | 4 – 0                                                                  | Estonia                                                                | Qual. Mondiali 2006                                                    | -                                                                      | 81’                                                                    |
| 9-2-2005                                                               | Maracaibo                                                              | Venezuela                                                              | 3 – 0                                                                  | Estonia                                                                | Amichevole                                                             | -                                                                      | 46’                                                                    |
| 26-3-2005                                                              | Tallinn                                                                | Estonia                                                                | 1 – 2                                                                  | Slovacchia                                                             | Qual. Mondiali 2006                                                    | -                                                                      | 79’                                                                    |
| 30-3-2005                                                              | Tallinn                                                                | Estonia                                                                | 1 – 1                                                                  | Russia                                                                 | Qual. Mondiali 2006                                                    | -                                                                      | 67’                                                                    |
| 20-4-2005                                                              | Tallinn                                                                | Estonia                                                                | 1 – 2                                                                  | Norvegia                                                               | Amichevole                                                             | -                                                                      | 27’                                                                    |
| 4-6-2005                                                               | Tallinn                                                                | Estonia                                                                | 2 – 0                                                                  | Liechtenstein                                                          | Qual. Mondiali 2006                                                    | -                                                                      | 87’                                                                    |
| 8-6-2005                                                               | Tallinn                                                                | Estonia                                                                | 0 – 1                                                                  | Portogallo                                                             | Qual. Mondiali 2006                                                    | -                                                                      | 86’                                                                    |
| 17-8-2005                                                              | Tallinn                                                                | Estonia                                                                | 1 – 0                                                                  | Bosnia ed Erzegovina                                                   | Amichevole                                                             | -                                                                      |                                                                        |
| 12-10-2005                                                             | Lussemburgo                                                            | Lussemburgo                                                            | 0 – 2                                                                  | Estonia                                                                | Qual. Mondiali 2006                                                    | -                                                                      |                                                                        |
| 28-5-2006                                                              | Amburgo                                                                | Turchia                                                                | 1 – 1                                                                  | Estonia                                                                | Amichevole                                                             | -                                                                      |                                                                        |
| 31-5-2006                                                              | Tallinn                                                                | Estonia                                                                | 1 – 1                                                                  | Nuova Zelanda                                                          | Amichevole                                                             | 1                                                                      |                                                                        |
| 16-8-2006                                                              | Tallinn                                                                | Estonia                                                                | 0 – 1                                                                  | Macedonia                                                              | Qual. Euro 2008                                                        | -                                                                      |                                                                        |
| 2-9-2006                                                               | Tallinn                                                                | Estonia                                                                | 0 – 1                                                                  | Israele                                                                | Qual. Euro 2008                                                        | -                                                                      |                                                                        |
| 11-10-2006                                                             | San Pietroburgo                                                        | Russia                                                                 | 2 – 0                                                                  | Estonia                                                                | Qual. Euro 2008                                                        | -                                                                      |                                                                        |
| 15-11-2006                                                             | Tallinn                                                                | Estonia                                                                | 2 – 1                                                                  | Bielorussia                                                            | Amichevole                                                             | -                                                                      | 87’                                                                    |
| 7-2-2007                                                               | Domžale                                                                | Slovenia                                                               | 1 – 0                                                                  | Estonia                                                                | Amichevole                                                             | -                                                                      |                                                                        |
| 24-3-2007                                                              | Tallinn                                                                | Estonia                                                                | 0 – 2                                                                  | Russia                                                                 | Qual. Euro 2008                                                        | -                                                                      |                                                                        |
| 28-3-2007                                                              | Gerusalemme                                                            | Israele                                                                | 4 – 0                                                                  | Estonia                                                                | Qual. Euro 2008                                                        | -                                                                      |                                                                        |
| 2-6-2007                                                               | Tallinn                                                                | Estonia                                                                | 0 – 1                                                                  | Croazia                                                                | Qual. Euro 2008                                                        | -                                                                      |                                                                        |
| 6-6-2007                                                               | Tallinn                                                                | Estonia                                                                | 0 – 3                                                                  | Inghilterra                                                            | Qual. Euro 2008                                                        | -                                                                      |                                                                        |
| 22-8-2007                                                              | Tallinn                                                                | Estonia                                                                | 2 – 1                                                                  | Andorra                                                                | Qual. Euro 2008                                                        | -                                                                      | 45+2’                                                                  |
| 12-9-2007                                                              | Skopje                                                                 | Macedonia                                                              | 1 – 1                                                                  | Estonia                                                                | Qual. Euro 2008                                                        | -                                                                      |                                                                        |
| 13-10-2007                                                             | Londra                                                                 | Inghilterra                                                            | 3 – 0                                                                  | Estonia                                                                | Qual. Euro 2008                                                        | -                                                                      |                                                                        |
| 17-10-2007                                                             | Tallinn                                                                | Estonia                                                                | 0 – 1                                                                  | Montenegro                                                             | Amichevole                                                             | -                                                                      |                                                                        |
| 17-11-2007                                                             | Andorra La Vella                                                       | Andorra                                                                | 0 – 2                                                                  | Estonia                                                                | Qual. Euro 2008                                                        | -                                                                      | 90+2’                                                                  |
| 21-11-2007                                                             | Tashkent                                                               | Uzbekistan                                                             | 0 – 0                                                                  | Estonia                                                                | Amichevole                                                             | -                                                                      | 66’                                                                    |
| 26-3-2008                                                              | Tallinn                                                                | Estonia                                                                | 2 – 0                                                                  | Canada                                                                 | Amichevole                                                             | -                                                                      | 56’                                                                    |
| 27-5-2008                                                              | Tallinn                                                                | Estonia                                                                | 1 – 1                                                                  | Georgia                                                                | Amichevole                                                             | -                                                                      |                                                                        |
| 30-5-2008                                                              | Riga                                                                   | Lettonia                                                               | 1 – 0                                                                  | Estonia                                                                | Coppa del Baltico 2008                                                 | -                                                                      |                                                                        |
| 31-5-2008                                                              | Jūrmala                                                                | Estonia                                                                | 0 – 1                                                                  | Lituania                                                               | Coppa del Baltico 2008                                                 | -                                                                      |                                                                        |
| 20-8-2008                                                              | Tallinn                                                                | Estonia                                                                | 2 – 1                                                                  | Malta                                                                  | Amichevole                                                             | -                                                                      | 68’                                                                    |
| 6-9-2008                                                               | Bruxelles                                                              | Belgio                                                                 | 3 – 2                                                                  | Estonia                                                                | Qual. Mondiali 2010                                                    | -                                                                      |                                                                        |
| 10-9-2008                                                              | Zenica                                                                 | Bosnia ed Erzegovina                                                   | 7 – 0                                                                  | Estonia                                                                | Qual. Mondiali 2010                                                    | -                                                                      | 53’                                                                    |
| 11-10-2008                                                             | Tallinn                                                                | Estonia                                                                | 0 – 3                                                                  | Spagna                                                                 | Qual. Mondiali 2010                                                    | -                                                                      | 75’                                                                    |
| 15-10-2008                                                             | Tallinn                                                                | Estonia                                                                | 0 – 0                                                                  | Turchia                                                                | Qual. Mondiali 2010                                                    | -                                                                      |                                                                        |
| 18-11-2008                                                             | Tallinn                                                                | Estonia                                                                | 1 – 0                                                                  | Moldavia                                                               | Amichevole                                                             | -                                                                      |                                                                        |
| 11-2-2009                                                              | Aksu                                                                   | Kazakistan                                                             | 2 – 0                                                                  | Estonia                                                                | Amichevole                                                             | -                                                                      |                                                                        |
| 28-3-2009                                                              | Erevan                                                                 | Armenia                                                                | 2 – 2                                                                  | Estonia                                                                | Qual. Mondiali 2010                                                    | -                                                                      |                                                                        |
| 1-4-2009                                                               | Tallinn                                                                | Estonia                                                                | 1 – 0                                                                  | Armenia                                                                | Qual. Mondiali 2010                                                    | -                                                                      |                                                                        |
| 6-6-2009                                                               | Tallinn                                                                | Estonia                                                                | 3 – 0                                                                  | Guinea Equatoriale                                                     | Amichevole                                                             | -                                                                      |                                                                        |
| 10-6-2009                                                              | Tallinn                                                                | Estonia                                                                | 0 – 0                                                                  | Portogallo                                                             | Amichevole                                                             | -                                                                      |                                                                        |
| 12-8-2009                                                              | Tallinn                                                                | Estonia                                                                | 0 – 1                                                                  | Brasile                                                                | Amichevole                                                             | -                                                                      |                                                                        |
| 5-9-2009                                                               | Istanbul                                                               | Turchia                                                                | 4 – 2                                                                  | Estonia                                                                | Qual. Mondiali 2010                                                    | -                                                                      |                                                                        |
| 9-9-2009                                                               | Valencia                                                               | Spagna                                                                 | 3 – 0                                                                  | Estonia                                                                | Qual. Mondiali 2010                                                    | -                                                                      |                                                                        |
| 10-10-2009                                                             | Tallinn                                                                | Estonia                                                                | 0 – 2                                                                  | Bosnia ed Erzegovina                                                   | Qual. Mondiali 2010                                                    | -                                                                      |                                                                        |
| 14-11-2009                                                             | Tallinn                                                                | Estonia                                                                | 0 – 0                                                                  | Albania                                                                | Amichevole                                                             | -                                                                      | 46’                                                                    |
| 11-8-2010                                                              | Tallinn                                                                | Estonia                                                                | 2 – 1                                                                  | Fær Øer                                                                | Qual. Euro 2012                                                        | -                                                                      |                                                                        |
| 3-9-2010                                                               | Tallinn                                                                | Estonia                                                                | 1 – 2                                                                  | Italia                                                                 | Qual. Euro 2012                                                        | -                                                                      | 85’                                                                    |
| 8-10-2010                                                              | Belgrado                                                               | Serbia                                                                 | 1 – 3                                                                  | Estonia                                                                | Qual. Euro 2012                                                        | -                                                                      |                                                                        |
| 12-10-2010                                                             | Tallinn                                                                | Estonia                                                                | 0 – 1                                                                  | Slovenia                                                               | Qual. Euro 2012                                                        | -                                                                      |                                                                        |
| 9-2-2011                                                               | Sofia                                                                  | Bulgaria                                                               | 2 – 2                                                                  | Estonia                                                                | Amichevole                                                             | -                                                                      |                                                                        |
| 29-3-2011                                                              | Tallinn                                                                | Estonia                                                                | 1 – 1                                                                  | Serbia                                                                 | Qual. Euro 2012                                                        | -                                                                      |                                                                        |
| 3-6-2011                                                               | Modena                                                                 | Italia                                                                 | 3 – 0                                                                  | Estonia                                                                | Qual. Euro 2012                                                        | -                                                                      | 42’                                                                    |
| 10-8-2011                                                              | Istanbul                                                               | Turchia                                                                | 3 – 0                                                                  | Estonia                                                                | Amichevole                                                             | -                                                                      |                                                                        |
| 2-9-2011                                                               | Tallinn                                                                | Estonia                                                                | 2 – 1                                                                  | Slovenia                                                               | Qual. Euro 2012                                                        | -                                                                      |                                                                        |
| 6-9-2011                                                               | Tallinn                                                                | Estonia                                                                | 4 – 1                                                                  | Irlanda del Nord                                                       | Qual. Euro 2012                                                        | -                                                                      |                                                                        |
| 7-10-2011                                                              | Belfast                                                                | Irlanda del Nord                                                       | 1 – 2                                                                  | Estonia                                                                | Qual. Euro 2012                                                        | -                                                                      |                                                                        |
| 11-10-2011                                                             | Tallinn                                                                | Estonia                                                                | 0 – 2                                                                  | Ucraina                                                                | Amichevole                                                             | -                                                                      |                                                                        |
| 11-11-2011                                                             | Tallinn                                                                | Estonia                                                                | 0 – 4                                                                  | Irlanda                                                                | Qual. Euro 2012                                                        | -                                                                      |                                                                        |
| 15-11-2011                                                             | Dublino                                                                | Irlanda                                                                | 1 – 1                                                                  | Estonia                                                                | Qual. Euro 2012                                                        | -                                                                      |                                                                        |
| 29-2-2012                                                              | Los Angeles                                                            | Estonia                                                                | 2 – 0                                                                  | El Salvador                                                            | Amichevole                                                             | 1                                                                      | Cap.                                                                   |
| 25-5-2012                                                              | Fiume                                                                  | Croazia                                                                | 3 – 1                                                                  | Estonia                                                                | Amichevole                                                             | -                                                                      | Cap.                                                                   |
| 28-5-2012                                                              | Kufstein                                                               | Ucraina                                                                | 4 – 0                                                                  | Estonia                                                                | Amichevole                                                             | -                                                                      | Cap.                                                                   |
| 1-6-2012                                                               | Tartu                                                                  | Estonia                                                                | 1 – 2                                                                  | Finlandia                                                              | Coppa del Baltico 2012 - Semifinale                                    | -                                                                      | Cap.                                                                   |
| 5-6-2012                                                               | Saint-Denis                                                            | Francia                                                                | 4 – 0                                                                  | Estonia                                                                | Amichevole                                                             | -                                                                      | Cap.                                                                   |
| 7-9-2012                                                               | Tallinn                                                                | Estonia                                                                | 0 – 2                                                                  | Romania                                                                | Qual. Mondiali 2014                                                    | -                                                                      | Cap.                                                                   |
| 11-9-2012                                                              | Ankara                                                                 | Turchia                                                                | 3 – 0                                                                  | Estonia                                                                | Qual. Mondiali 2014                                                    | -                                                                      | Cap.                                                                   |
| 16-10-2012                                                             | Andorra la Vella                                                       | Andorra                                                                | 0 – 1                                                                  | Estonia                                                                | Qual. Mondiali 2014                                                    | -                                                                      | Cap.                                                                   |
| 6-2-2013                                                               | Glasgow                                                                | Scozia                                                                 | 1 – 0                                                                  | Estonia                                                                | Amichevole                                                             | -                                                                      | Cap.                                                                   |
| 22-3-2013                                                              | Amsterdam                                                              | Paesi Bassi                                                            | 3 – 0                                                                  | Estonia                                                                | Qual. Mondiali 2014                                                    | -                                                                      | Cap.                                                                   |
| 14-8-2013                                                              | Tallinn                                                                | Estonia                                                                | 1 – 1                                                                  | Lettonia                                                               | Amichevole                                                             | -                                                                      | Cap.                                                                   |
| 6-9-2013                                                               | Tallinn                                                                | Estonia                                                                | 2 – 2                                                                  | Paesi Bassi                                                            | Qual. Mondiali 2014                                                    | -                                                                      | Cap.                                                                   |
| 10-9-2013                                                              | Budapest                                                               | Ungheria                                                               | 5 – 1                                                                  | Estonia                                                                | Qual. Mondiali 2014                                                    | -                                                                      | Cap.                                                                   |
| 11-10-2013                                                             | Tallinn                                                                | Estonia                                                                | 0 – 2                                                                  | Turchia                                                                | Qual. Mondiali 2014                                                    | -                                                                      | Cap.                                                                   |
| 15-10-2013                                                             | Bucarest                                                               | Romania                                                                | 2 – 0                                                                  | Estonia                                                                | Qual. Mondiali 2014                                                    | -                                                                      | Cap. 70’                                                               |
| 5-3-2014                                                               | Gibilterra                                                             | Gibilterra                                                             | 0 – 2                                                                  | Estonia                                                                | Amichevole                                                             | -                                                                      | Cap.                                                                   |
| 26-5-2014                                                              | Tallinn                                                                | Estonia                                                                | 1 – 1                                                                  | Gibilterra                                                             | Amichevole                                                             | 1                                                                      | Cap.                                                                   |
| 29-5-2014                                                              | Liepaja                                                                | Lettonia                                                               | 0 – 0 (4 - 2 dtr)                                                      | Estonia                                                                | Coppa del Baltico 2014 - Semifinale                                    | -                                                                      | Cap.                                                                   |
| 4-6-2014                                                               | L'Avana                                                                | Islanda                                                                | 1 – 0                                                                  | Estonia                                                                | Amichevole                                                             | -                                                                      | Cap. 61’                                                               |
| 7-6-2014                                                               | Tallinn                                                                | Estonia                                                                | 2 – 1                                                                  | Tagikistan                                                             | Amichevole                                                             | -                                                                      | Cap. 46’                                                               |
| 4-9-2014                                                               | Stoccolma                                                              | Svezia                                                                 | 2 – 0                                                                  | Estonia                                                                | Amichevole                                                             | -                                                                      | Cap. 80’                                                               |
| 8-9-2014                                                               | Tallinn                                                                | Estonia                                                                | 1 – 0                                                                  | Slovenia                                                               | Qual. Euro 2016                                                        | -                                                                      | Cap.                                                                   |
| 9-10-2014                                                              | Vilnius                                                                | Lituania                                                               | 1 – 0                                                                  | Estonia                                                                | Qual. Euro 2016                                                        | -                                                                      | Cap.                                                                   |
| 12-10-2014                                                             | Manchester                                                             | Inghilterra                                                            | 1 – 0                                                                  | Estonia                                                                | Qual. Euro 2016                                                        | -                                                                      | Cap. 29’, 48’                                                          |
| 27-3-2015                                                              | Ginevra                                                                | Svizzera                                                               | 3 – 0                                                                  | Estonia                                                                | Qual. Euro 2016                                                        | -                                                                      | Cap.                                                                   |
| 31-3-2015                                                              | Tallinn                                                                | Estonia                                                                | 1 – 1                                                                  | Islanda                                                                | Amichevole                                                             | -                                                                      | Cap.                                                                   |
| 8-6-2015                                                               | Turku                                                                  | Finlandia                                                              | 0 – 2                                                                  | Estonia                                                                | Amichevole                                                             | -                                                                      | Cap.                                                                   |
| 14-6-2015                                                              | Tallinn                                                                | Estonia                                                                | 2 – 0                                                                  | San Marino                                                             | Qual. Euro 2016                                                        | -                                                                      | Cap.                                                                   |
| 5-9-2015                                                               | Tallinn                                                                | Estonia                                                                | 1 – 0                                                                  | Lituania                                                               | Qual. Euro 2016                                                        | -                                                                      | Cap.                                                                   |
| 8-9-2015                                                               | Maribor                                                                | Slovenia                                                               | 1 – 0                                                                  | Estonia                                                                | Qual. Euro 2016                                                        | -                                                                      | Cap.                                                                   |
| 9-10-2015                                                              | Londra                                                                 | Inghilterra                                                            | 2 – 0                                                                  | Estonia                                                                | Qual. Euro 2016                                                        | -                                                                      | Cap.                                                                   |
| 12-10-2015                                                             | Tallinn                                                                | Estonia                                                                | 0 – 1                                                                  | Svizzera                                                               | Qual. Euro 2016                                                        | -                                                                      | Cap.                                                                   |
| 11-11-2015                                                             | Tallinn                                                                | Estonia                                                                | 3 – 0                                                                  | Georgia                                                                | Amichevole                                                             | -                                                                      | Cap.                                                                   |
| 24-3-2016                                                              | Tallinn                                                                | Estonia                                                                | 0 – 0                                                                  | Norvegia                                                               | Amichevole                                                             | -                                                                      | Cap. 86’                                                               |
| 29-5-2016                                                              | Klaipėda                                                               | Lituania                                                               | 2 – 0                                                                  | Estonia                                                                | Coppa del Baltico 2016                                                 | -                                                                      | Cap.                                                                   |
| 4-6-2016                                                               | Tallinn                                                                | Estonia                                                                | 0 – 0                                                                  | Lettonia                                                               | Coppa del Baltico 2016                                                 | -                                                                      | Cap.                                                                   |
| 8-6-2016                                                               | Lisbona                                                                | Portogallo                                                             | 7 – 0                                                                  | Estonia                                                                | Amichevole                                                             | -                                                                      | Cap.                                                                   |
| 6-9-2016                                                               | Zenica                                                                 | Bosnia ed Erzegovina                                                   | 5 – 0                                                                  | Estonia                                                                | Qual. Mondiali 2018                                                    | -                                                                      | Cap. 23’                                                               |
| 7-10-2016                                                              | Tallinn                                                                | Estonia                                                                | 4 – 0                                                                  | Gibilterra                                                             | Qual. Mondiali 2018                                                    | -                                                                      | Cap.                                                                   |
| 10-10-2016                                                             | Tallinn                                                                | Estonia                                                                | 0 – 2                                                                  | Grecia                                                                 | Qual. Mondiali 2018                                                    | -                                                                      | Cap.                                                                   |
| 13-11-2016                                                             | Bruxelles                                                              | Belgio                                                                 | 8 – 1                                                                  | Estonia                                                                | Qual. Mondiali 2018                                                    | -                                                                      | Cap.                                                                   |
| 25-3-2017                                                              | Nicosia                                                                | Cipro                                                                  | 0 – 3                                                                  | Estonia                                                                | Qual. Mondiali 2018                                                    | -                                                                      | Cap.                                                                   |
| 28-3-2017                                                              | Tallinn                                                                | Estonia                                                                | 3 – 0                                                                  | Croazia                                                                | Amichevole                                                             | -                                                                      | Cap.                                                                   |
| 9-6-2017                                                               | Tallinn                                                                | Estonia                                                                | 0 – 2                                                                  | Belgio                                                                 | Qual. Mondiali 2018                                                    | -                                                                      | Cap.                                                                   |
| 31-8-2017                                                              | Atene                                                                  | Grecia                                                                 | 0 – 0                                                                  | Estonia                                                                | Qual. Mondiali 2018                                                    | -                                                                      | Cap. 68’                                                               |
| 7-10-2017                                                              | Faro                                                                   | Gibilterra                                                             | 0 – 6                                                                  | Estonia                                                                | Qual. Mondiali 2018                                                    | -                                                                      | Cap.                                                                   |
| 10-10-2017                                                             | Tallinn                                                                | Estonia                                                                | 1 – 2                                                                  | Bosnia ed Erzegovina                                                   | Qual. Mondiali 2018                                                    | -                                                                      | Cap. 17’                                                               |
| 24-3-2018                                                              | Erevan                                                                 | Armenia                                                                | 0 – 0                                                                  | Estonia                                                                | Amichevole                                                             | -                                                                      | Cap.                                                                   |
| 27-3-2018                                                              | Tbilisi                                                                | Georgia                                                                | 2 – 0                                                                  | Estonia                                                                | Amichevole                                                             | -                                                                      | Cap.                                                                   |
| 11-9-2018                                                              | Helsinki                                                               | Finlandia                                                              | 1 – 0                                                                  | Estonia                                                                | UEFA Nations League 2018-2019 - 1º turno                               | -                                                                      | cap.                                                                   |
| 6-9-2019                                                               | Tallinn                                                                | Estonia                                                                | 1 – 2                                                                  | Bielorussia                                                            | Qual. Euro 2020                                                        | -                                                                      | cap.                                                                   |
| 9-9-2019                                                               | Tallinn                                                                | Estonia                                                                | 0 – 4                                                                  | Paesi Bassi                                                            | Qual. Euro 2020                                                        | -                                                                      | cap.                                                                   |
| 24-3-2022                                                              | Tallinn                                                                | Estonia                                                                | 0 – 0                                                                  | Cipro                                                                  | UEFA Nations League 2020-2021 - Play-out                               | -                                                                      |                                                                        |
| 29-3-2022                                                              | Larnaca                                                                | Cipro                                                                  | 2 – 0                                                                  | Estonia                                                                | UEFA Nations League 2020-2021 - Play-out                               | -                                                                      |                                                                        |
| 21-3-2024                                                              | Varsavia                                                               | Polonia                                                                | 5 – 1                                                                  | Estonia                                                                | Qual. Euro 2024                                                        | -                                                                      |                                                                        |
| Totale                                                                 |                                                                        | Presenze (5º posto)                                                    | 130                                                                    |                                                                        | Reti                                                                   | 3                                                                      |                                                                        |

## Palmarès

### Club
- Campionato estone: 1

Flora Tallinn: 2003
- Campionato norvegese: 1

Vålerenga: 2005
- Campionato olandese: 1

AZ Alkmaar: 2008-2009
- Supercoppa dei Paesi Bassi: 1

AZ Alkmaar: 2009

### Individuale
- Calciatore estone dell'anno: 7

2012, 2014, 2015, 2016, 2017, 2018, 2019